# Stanley Featherstonehaugh Ukridge

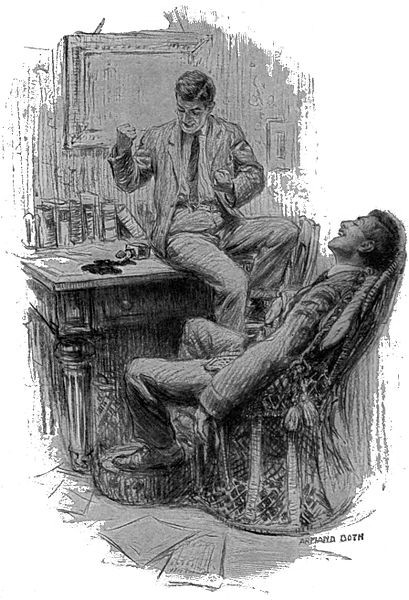
Ukridge (seduto sul tavolino, ha rovesciato l'inchiostro) e Jeremy Garnet (illustrazione di Armand Both, Love among the Chickens, Ed. Circle, 1909, p. 24)

Stanley Featherstonehaugh Ukridge è un personaggio immaginario ricorrente nei romanzi umoristici e nei racconti di P. G. Wodehouse. 
Ukridge, caratterizzato dall'ideazione di fumosi progetti economici e dall'abbigliamento improbabile, è uno dei personaggi più amati dall'autore, e appare in un romanzo e diciannove racconti scritti nell'arco di ben 61 anni.

## Ispirazione
Lo scrittore Robert Graves scrisse nella sua autobiografia che Wodehouse aveva modellato il personaggio di Ukridge sul proprio fratello Perceval, che era peraltro amico personale di Wodehouse. Tuttavia lo stesso Wodehouse, in una lettera a Perceval Graves, gli scrisse di non di essersi ispirato a lui; modelli di Ukridge erano stati un certo Craxton, un conoscente dello scrittore William Townend, a sua volta amico di Wodehouse dai tempi della scuola preparatoria, ed Herbert Westbrook, uno scrittore amico personale di Wodehouse. Conferma il biografo di Wodehouse Robert McCrum: Ukridge è stato ispirato in parte dai racconti di Townend sul suo amico Carrington Craxton, e in parte da Herbert Westbrook.

## Biografia immaginaria

### Vita
Nel racconto "Il collegio dei cani" sono narrati alcuni episodi degli anni giovanili di Ukridge. Fu espulso dalla scuola (nel racconto La lunga mano di Tonto Coote si dirà che era Wrykyn, la public school del romanzo Mike) per aver violato il regolamento scolastico: aveva trascorso la notte alla fiera del villaggio vicino; aveva avuto l'accortezza di travestirsi con baffi rossi e naso finto per non essere identificato, ma aveva dimenticato di togliersi il berretto col nome della scuola. Aveva poi viaggiato per il mondo a vario titolo, visitando un gran numero di città (New York, Buenos Aires, Monte Carlo, ecc.) mettendosi nei guai quasi ovunque. In "Storia di un'impresa fortunata" Ukridge afferma di aver fatto parte di una squadra che aveva condotto un'irruzione in una sala per gioco d'azzardo, attività illegale in America, e che altre volte era stato coinvolto nelle incursioni «come cliente, come cameriere e come sguattero». In un certo periodo giovanile è stato anche insegnante in una scuola privata, collega del suo amico Jeremy Garnet.
Nel periodo che trascorre in Inghilterra, nel quale si svolgono gli avvenimenti del romanzo e di tutti i racconti, Ukridge sembra vivere in gravi ristrettezze economiche; è ospitato di tanto in tanto da una ricca zia di nome Julie, che abita in una sontuosa abitazione a Wimbledon Common, ma la convivenza è difficile per entrambi. In Amore tra i polli, i cui eventi sembrano verificarsi in un periodo di tempo successivo a quello dei racconti, Ukridge è sposato con Millie, una giovane donna intelligente, graziosa, minuta, descritta fisicamente spesso come una adolescente, e sempre di buon umore sebbene sia a conoscenza delle difficoltà finanziarie del marito. Gli eventi che hanno portato al loro fidanzamento sono narrati nel racconto "Ukridge a una svolta pericolosa".

### Carattere
Ukridge ha un aspetto imponente: dimensioni di gran lunga superiori al normale, alto circa 188 cm, voce fragorosa. Il suo abbigliamento è trasandato: indossa di solito un vecchio vestito di flanella grigia con camicia in parte sbottonata, un Mackintosh di colore giallo sopra, occhiali aggrappati alle orecchie con un fil di ferro. Tuttavia è molto elegante in abito da sera, che generalmente prende in prestito senza permesso dal suo amico James Corcoran ("Corky"), l'io narrante della maggior parte dei racconti.
Ukridge ha una predilezione per il whisky e i sigari. Ha l'abitudine di rivolgersi alle persone con allocutivi come «ragazzo» o «vecchio ronzino» («Lo usava anche con gli sconosciuti per la strada, e una volta lo avevano udito apostrofare con quel titolo un vescovo, lasciando quel dignitario senza fiato dal piacere»). Fra le sue espressioni preferite ci sono «parola mia», «è un po' difficile», «è una cosa ben triste»; ciononostante appare sempre allegro e ottimista. Ha sempre qualche progetto visionario che, a suo dire, gli farà guadagnare fama e danaro, ma è ostacolato dalla mancanza di capitali; nel prendere in prestito del danaro dagli amici li esorta ad avere una «visione giusta delle cose» e a mantenere delle «vedute larghe, ampie, vaste».
Ukridge è schietto, ama mantenere rapporti cortesi e informali. Il comportamento di Ukridge non è mai affettato, e ha regolarmente rapporti amichevoli con gli appartenenti alle classi "inferiori" (lavoratori manuali, personale domestico, frequentatori dei bar, allibratori, ecc.). Per un certo periodo di tempo Ukridge è stato il manager del pugile "Battling" Billson. Sebbene per i suoi più intimi amici (per esempio, gli scrittori "Corky" e Jeremy Garnet, il funzionario del ministero degli esteri George Tupper) i rapporti con Ukridge siano spesso difficili e molesti, tutti mostrano rispetto per i suoi progetti e si mostrano generosi nel finanziarli. Ukridge è invece spesso ai ferri corti con la zia Jane; costei è una ricca scrittrice, abita in lussuosa magione a Wimbledon Common nella quale Ulkridge viene ospitato nei periodi in cui i loro rapporti diventano più amichevoli, ma si interrompono di nuovo dopo che Ulkridge ha utilizzato la casa della zia per avviare qualche mirabolante iniziativa.
Per Guido Almansi Ukridge primeggia fra i personaggi di Wodehouse «grandi oratori, parlatori, ciarlatani. (...) Eroe di molti romanzi e di molte disavventure, Ukridge è un genio del debito e dello scrocco; un eroe dell'urlo e della sbracatezza; un acrobata di imprese commerciali fallimentari; un artista della persuasione per via illogica e per bombardamento verbale; un gigante della gaffe, dell'equivoco, dell'incompetenza, dell'intervento fuori luogo, della distrazione, del qui-pro-quo, della dimenticanza». D'altra parte Ukridge è uno dei personaggi più amati dallo stesso Wodehouse, il quale in una lettera del 2 giugno 1945 indirizzata a Frances Donaldson scrive che l'unico fra i suoi personaggi in grado di andare avanti è Ukridge.

## Apparizioni
Ukridge appare in un romanzo (L'amore tra i polli del 1906) e in diciannove racconti. Prima di essere raccolti in volume, quasi tutti i racconti di Wodehouse sono stati pubblicati in riviste, ciascuno sia in riviste britanniche (UK) che in riviste statunitensi (USA), qualche volta con differenze anche nel titolo. Si elencano quindi, in ordine cronologico, le opere in cui compare il personaggio di Ukridge elencando nell'ordine: il titolo della più antica edizione in lingua italiana, il titolo della più antica edizione in lingua inglese posto fra parentesi tonde, l'anno di pubblicazione dell'edizione in lingua inglese posto fra parentesi tonde. 
- L'amore tra i polli (Love Among the Chickens) (1906; versione riveduta nel 1921)
- Dieci racconti nella raccolta Ukridge (Ukridge) (1924)
  - Il collegio dei cani (Ukridge's Dog College) (1923)
  - Il sindacato infortuni Ukridge (Ukridge's Accident Syndicate; altro titolo Ukridge, Teddy Weeks and the Tomato)  (1923)
  - Il debutto di Battling Billson (The Début of Battling Billson)  (1923)
  - Primi soccorsi a Dora (First Aid for Dora)  (1923)
  - Il ritorno di Battling Billson (The Return of Battling Billson)  (1923)
  - Ukridge mette a posto Dora (Ukridge Sees Her Through)  (1923)
  - Un matrimonio mancato (No Wedding Bells for Him)  (1923)
  - La lunga mano di Tonto Coote (The Long Arm of Looney Coote)  (1923)
  - La fine di Battling Billson (The Exit of Battling Billson)  (1923)
  - Ukridge a una svolta pericolosa (Ukridge Rounds a Nasty Corner)  (1924)
- Tre racconti nella raccolta Un eroe da romanzo (Lord Emsworth and others) (1937)
  - Una brillante mente per gli affari (The Level Business Head)  (1926)
  - Da casa a casa (Ukridge and the Home from Home)  (1931)
  - Il ritorno di Barile Billson (The Come-back of Battling Billson)  (1935)
- Tre racconti nella raccolta Il club dei nati stanchi (Eggs, Beans and Crumpets)[18] (1940)
  - Un po' di fortuna per Mabel (A Bit of Luck for Mabel)  (1925)
  - Il giorno del ranuncolo (Buttercup Day)  (1925)
  - Ukridge e il vecchio ziastro (Ukridge and the Old Stepper)  (1928)
- Un racconto nella raccolta Non c'è da preoccuparsi (Nothing Serious)  (1950)
  - Storia di un'impresa fortunata (Success Story; altro titolo: Ukie Invests in Human Nature)  (1947)
- Un racconto nella raccolta Qualche storia spiccia (A Few Quick Ones)  (1959)
  - Briciole di carità (A Tithe for Charity)  (1955)
- Un racconto nella raccolta Plum Pie (1966)
  - Ukridge Starts a Bank Account  (1967)

### Opere di P.G. Wodehouse
- L'amore tra i polli [Love Among the Chickens], traduzione di Silvio Spaventa Filippi, Milano, Monanni, 1929  [1921].
- Amore fra i polli [Love Among the Chickens], traduzione di Oriana Previtali, Introduzione di Guido Almansi, Milano, Rizzoli, 1961  [1921].
- Ukridge: romanzo umoristico inglese [Ukridge], traduzione di Maria Martone, 1ª ed., Milano, Monanni, 1931  [1924].
- Un eroe da romanzo [Lord Emsworth and others], traduzione di Giulia Brugiotti, Milano, Bietti, 1973  [1937].
- Il club dei nati stanchi [Eggs, Beans and Crumpets], traduzione di Sario Agnati, Milano, F. Elmo, 1962  [1940].
- Colpo di fulmine alle terme [Eggs, Beans and Crumpets], traduzione di Sandro Melani, Parma, U. Guanda, 2008  [1940], ISBN 978-88-8246-984-9.
- Non c'è da preoccuparsi [Nothing Serious], traduzione di Sario Agnati, Milano, F. Elmo, 1965  [1950].
- Qualche storia spiccia [A Few Quick Ones], traduzione di Sario Agnati, Milano, F. Elmo, 1962  [1959].
- (EN) Plum Pie, 1ª ed., London, Herbert Jenkins, 1966.

### Fonti critiche
- Guido Almansi, La ragion comica, Milano, Feltrinelli, 1986, ISBN 88-07-08043-5.
- (EN) Daniel H. Garrison, Who's Who in Wodehouse, nuova edizione aggiornata e ampliata, London, Constable & Robinson, 1991  [1989], ISBN 1-55882-087-6.
- (EN) Eileen McIlvaine, Louise S. Sherby e James H. Heineman, P. G. Wodehouse: A Comprehensive Bibliography and Checklist, New York, James H. Heineman Inc., 1990, ISBN 978-0-87008-125-5.
- (EN) David A. Jasen, P.G.Wodehouse: a portrait of a master, New York, Mason & Lipscomb, 1974, ISBN 0884050106.
- (EN) Robert McCrum, Wodehouse: A Life, New York, W. W. Norton & Company Ltd., 2004, ISBN 0-393-05159-5.
- (EN) N.T.P. Murphy, In Search of Blandings: Who's Really Sho And what's Where - the Facts Behind the Wodehouse Fiction, London, Penguin, 1987, ISBN 978-01-40-10299-4.
- (EN) Richard Usborne, Plum Sauce: A P. G. Wodehouse Companion, New York, The Overlook Press, 2003, ISBN 1-58567-441-9.
- (EN) Gabriella Valentino, Italian Translations of the Works of P.G.Wodehouse: an Epistemic Approach. Doctoral thesis, Swansea, Swansea University, 2017.